# ورزشگاه آنتی کاراگیانی
ورزشگاه آنتی کاراگیانی (به لاتین: Anthi Karagianni Stadium) یک ورزشکاه فوتبال در یونان است که در کاوالا واقع شده‌است.